# 浦元襄
浦 元襄（うら もととし）は、江戸時代末期の長州藩重臣。一般的には通称の浦 靱負（うら ゆきえ）として著名である。「元」の字は藩主・毛利斉元から賜ったものである。

## 生涯
長州藩寄組・国司氏の当主で長州藩家老の一人として重用されていた国司就孝（通称：国司信濃）の次男として生まれる。成長後、同じく長州藩寄組で阿月領主浦氏の家督を継ぎ、秋良貞温を登用し家政を改革した。天保13年（1842年）に領内に学問所である克己堂を創立した。
元襄は有能であったため、長州藩内でも重臣として頭角を表し、加判役等要職を歴任した。弘化4年（1847年）、家老職に任ぜられ江戸当役となって上京。嘉永6年（1853年）、アメリカ合衆国のマシュー・ペリー来航時には長州藩兵を率いて江戸湾口の大森、羽田の警備にあたった。文久2年（1862年）にも、幕命で兵庫周辺の警備の任についた。
その頃の長州藩では長井雅楽の提唱した公武合体が、藩論となりつつあり、長井は文久2年（1862年）3月に入京した。しかし激動の京都では、尊皇攘夷論が拡がりを見せ、もはや公武合体や開国という安穏な空気にはなかったのである。また、薩摩藩国父・島津久光上洛の噂もあり、先を越された雰囲気のある長州藩主・毛利敬親は、同年4月、長井を帰国させた。また、公武合体推進のために幕府側が派遣していた浅野氏祐も江戸に戻った。
そのような状況の中、元襄は文久2年4月（1862年5月）、藩主の意を受けて京都に登り、朝廷に謝罪した。京都の長州藩邸には、久坂玄瑞、福原乙之進、寺島忠三郎、入江九一、前原一誠ら、尊皇攘夷派の急進派が集結しており、その説得を行った。ほぼ同じ時期に、清河八郎より書状を受け取っている。帰国後、文久3年（1863年）6月には尊皇攘夷を実行すべく、関門海峡を挟んで下関の向かいにある門司周辺の要地を借用することを小倉藩に申し入れるために、宍戸真澂（ますみ）、福原元僴とともに小倉城に向かったが、交渉は不調に終わった。
同年、高齢ということもあって一切の職を辞して阿月に戻ったが、その後も影から革新派を支援し、長州藩を明治維新へと向かわせた。
新しい日本の姿を見た元襄は、明治3年（1870年）6月1日に没した。柳井市阿月の岩休寺に葬られ、現在も妻とともに眠っている。

## 浦靱負日記
元襄は筆まめな人間で、文政8年（1825年）から明治3年（1870年）に亡くなるまでの間に、全62巻となる日記を記し、幕末の長州藩の動きを探る重要な資料となっている。